# Amata brithyris
Amata brithyris är en fjärilsart som beskrevs av Druce 1895. Amata brithyris ingår i släktet Amata och familjen björnspinnare. Inga underarter finns listade i Catalogue of Life.